# RTL Hungary
RTL Hungary (RTL Hongrie) est un groupe audiovisuel hongrois, filiale à 100 % de la CLT-UFA, qui possède plusieurs chaînes de télévision en Hongrie.

## Historique
Fin 1996, la CLT décide de tenter l'aventure européenne en lançant deux chaînes de télévision dans des pays d'Europe non limitrophe du Luxembourg, la Pologne et la Hongrie. Elle confie ce projet à ses équipes allemandes, dont la chaîne de télévision RTL Television se place régulièrement en tête des audiences en Allemagne, afin d'exporter ce modèle. RTL Klub est ainsi lancée en Hongrie le 7 octobre 1997.
Le succès de la chaîne étant au rendez-vous, RTL Group décide en 2008 de s'implanter durablement en Hongrie en transférant la gestion de RTL Klub de la CLT-UFA à une nouvelle société hongroise créée pour l'occasion : Magyar RTL Televízió Zrt (M-RTL Zrt). 
Le 28 juillet 2011, Magyar RTL Televízió rachète six chaînes du câble : Cool TV, Reflektor TV (hu), Prizma TV, Film+, Film+ 2 (hu), Sorozat+ et Muzsika TV. Toutes ces chaînes, auxquelles s'ajoutent RTL II, sont opérées et gérées par une même structure : RTL Kábeltelevízió.
En 2015, Magyar RTL Televízió est renommé RTL Hungary.
Le 22 octobre 2022 RTL Klub change son nom en RTL. 
Le 28 octobre 2022 RTL+ change son nom en RTL Három (RTL 3).

## Capital
Magyar RTL Televízió Zrt (M-RTL Zrt) était initialement une société détenue à 51 % par IKO – MATÁV Média Holding Rt (25 % Magyar Távközlési, 20 % Grundy International Holdings et 6 % Raiffeisen Unic Bank) et à 49 % par CLT-UFA S.A. 
RTL Hungary est aujourd'hui détenue à 100 % par la CLT-UFA S.A., filiale à 99,7 % du conglomérat de média luxembourgeois RTL Group S.A., filiale audiovisuelle du groupe de média allemand Bertelsmann AG, qui détient 100 % du capital. 

## Activités du groupe

### Télévision
RTL Hungary opère huit chaînes de télévisions diffusées en Hongrie :
| Nom | Catégorie           | Détention |
| --- | ------------------- | --------- |
| RTL | Chaîne généraliste. | 100 %     |

#### RTL Kábeltelevízió
| Nom        | Catégorie                                             | Détention |
| ---------- | ----------------------------------------------------- | --------- |
| Cool TV    | Chaîne thématique consacrée au première.              | 100 %     |
| RTL Három  | Chaîne thématique.                                    | 100 %     |
| RTL Kettő  | Chaîne thématique.                                    | 100 %     |
| Film+      | Chaîne thématique consacrée au cinéma (blockbusters). | 100 %     |
| RTL Gold   | Chaîne thématique consacrée au game-show.             | 100 %     |
| Sorozat+   | Chaîne thématique consacrée aux séries.               | 100 %     |
| Muzsika TV | Chaîne musicale.                                      | 100 %     |